# 克莱拉沃
克莱拉沃（法語：Clairavaux，法語發音：[klɛʁavo]）是法国克勒兹省的一个市镇，属于欧比松区。

## 地理
克莱拉沃（45°46'59"N, 2°10'1"E）面积27.55 平方千米，位于法国新阿基坦大区克勒兹省，该省份为法国中部省份，位于法國中央高原西北部，北起安德尔省和谢尔省，西接维埃纳省，南至科雷兹省，东临多姆山省，东北与阿列省接壤。
与克莱拉沃接壤的市镇（或旧市镇、城区）包括：拉库尔蒂讷、克罗兹、费尼耶、日乌、马尼亚莱特朗日、勒马斯达尔蒂日、普桑日。

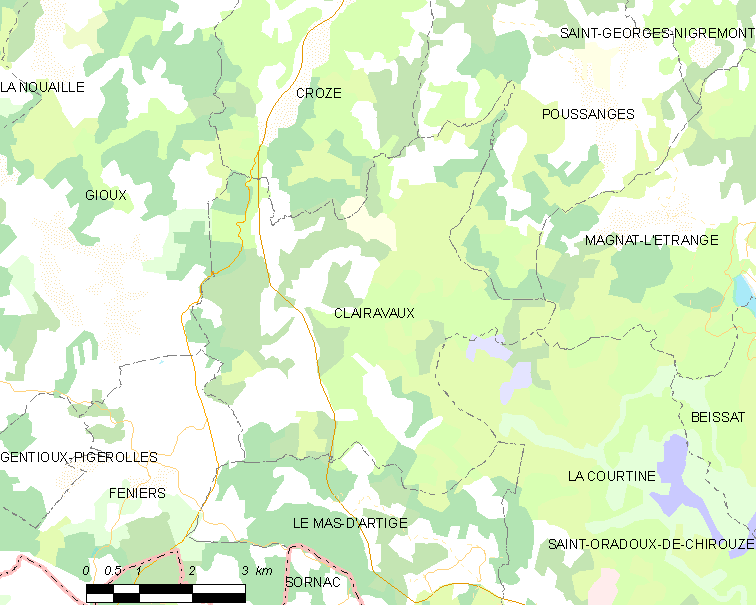
克莱拉沃的OSM定位图

克莱拉沃的时区为UTC+01:00、UTC+02:00（夏令时）。

## 行政
克莱拉沃的邮政编码为23500，INSEE市镇编码为23063。

## 政治
克莱拉沃所属的省级选区为欧藏斯县。

## 人口

1962-2008年间克莱拉沃人口变化图示

克莱拉沃于2022年1月1日时的人口数量为151人。